# 893
Năm 893 là một năm trong lịch Julius.